# Estación de Saint-Germain-des-Prés
Saint-Germain-des-Prés es una estación de la línea línea 4 del metro de París situada en el VI Distrito de la ciudad.

## Historia
La estación de la línea 4 fue inaugurada el 9 de enero de 1910. 
Debe su nombre a la Abadía de Saint-Germain-des-Prés y al barrio homónimo.

## Descripción
En los accesos a la estación se instalaron una escultura de bronce y un retrato en 1983. La escultura titulada Les Messagers (Los Mensajeros) es obra de Gualtiero Busato y representa una nube con dos personajes, uno de ellos lee un texto de Charles Baudelaire llamado Elévation. El retrato, realizado por André Ropion, muestra a Gutenberg.
En cuanto a la estación, se compone de dos andenes laterales de 90 metros de longitud y de dos vías. 
Está diseñada en bóveda elíptica revestida completamente de los clásicos azulejos blancos biselados del metro parisino.
La iluminación es de estilo Motte y se realiza con lámparas resguardadas en estructuras rectangulares oscuras que sobrevuelan la totalidad de los andenes no muy lejos de las vías.
La señalización por su parte usa la moderna tipografía Parisine donde el nombre de la estación aparece en letras blancas sobre un panel metálico de color azul. Por último los asientos son sencillos bancos de madera.
Siguiendo con la temática de la literatura, los andenes de la estación poseen vitrinas con textos de autores noveles mientras que sobre la bóveda se proyectan más textos pero de autores mucho más consagrados. Para poner en relieve toda la decoración, la estación carece de publicidad. 

## Accesos
La estación dispone de dos accesos situados en el bulevar Saint-Germain.